# Saint-Étienne-en-Bresse
Saint-Étienne-en-Bresse è un comune francese di 859 abitanti situato nel dipartimento della Saona e Loira nella regione della Borgogna-Franca Contea.

## Società

### Evoluzione demografica
Abitanti censiti